# Matthew Offord
Pour les articles homonymes, voir Offord.
Matthew James Offord (né le 3 septembre 1969) est un homme politique du Parti conservateur britannique qui est député de Hendon de 2010 à 2024. Il est auparavant membre de l'Association des parlementaires européens avec le Conseil directeur de l'Afrique.

## Jeunesse et éducation
Offord est né le 3 septembre 1969 à Alton, Hampshire, Angleterre de Christopher et Hilda Offord. Il fréquente la Amery Hill School, puis étudie la géographie à l'Université de Nottingham Trent. Il travaille comme analyste politique de la BBC. Offord obtient une maîtrise en environnement, culture et société de l'Université de Lancaster en 2000 et un doctorat en géographie du King's College de Londres,.

## Carrière politique
Offord se présente comme candidat conservateur pour Barnsley East et Mexborough aux élections générales de 2001. Il arrive troisième derrière le député travailliste sortant Jeffrey Ennis et le candidat libéral démocrate. L'année suivante, il est élu conseiller du quartier Hendon au Barnet London Borough Council. Offord est réélu en 2006 et devient le chef adjoint du conseil.
En 2010, il est élu député d'Hendon à une majorité de 106 voix. Le siège est auparavant occupé par le député travailliste Andrew Dismore depuis 1997 . L'année suivante, il est l'un des 81 députés conservateurs qui se rebellent contre le gouvernement en votant pour un référendum sur l'adhésion du Royaume-Uni à l'Union européenne. Offord est l'un des 136 députés conservateurs à voter contre la loi de 2013 sur le mariage (couples de même sexe) qui légalise le mariage homosexuel en Angleterre et au Pays de Galles . Il vote contre la loi car il estimait que le mariage ne devrait être qu'entre un homme et une femme et qu'il pourrait éventuellement conduire à la légalisation de la polygamie. Il est également l'un des 21 députés à voter contre l'éducation sexuelle et relationnelle inclusive des LGBT dès l'école primaire .
Il est réélu aux élections générales de 2015 et 2017. Au parlement, il est membre du comité restreint d'audit environnemental depuis décembre 2012.
Offord soutient le Brexit lors du référendum d'adhésion au Royaume-Uni en 2016. Il est membre du groupe de recherche européen. Offord vote pour l'accord de retrait du Brexit conclu par la Première ministre Theresa May en mars 2019. Il vote également contre tout référendum sur un accord de retrait du Brexit lors des votes indicatifs du 27 mars. Il soutient la candidature de Boris Johnson comme chef du Parti conservateur en 2019 et, après qu'il soit devenu Premier ministre, vote pour son accord de retrait du Brexit en octobre,.

## Vie privée
Offord épouse Claire Michelle Rowles en 2010. Elle est conseillère conservatrice du quartier Hungerford & Kintbury du West Berkshire Council et ancienne avocate,.